# Matela (Surkhet)
Pour les articles homonymes, voir Matela.
Matela (en népalais : मटेला) est un comité de développement villageois du Népal situé dans le district de Surkhet. Au recensement de 2011, il comptait 6 062 habitants.